# دوري اسطنبول لكرة القدم 1911–12
دوري اسطنبول لكرة القدم 1911–12 هو موسم من دوري اسطنبول لكرة القدم ‏. فاز فيه نادي فناربخشه.